# (4598) Coradini
(4598) Coradini (1985 PG1) – planetoida z grupy pasa głównego asteroid okrążająca Słońce w ciągu 5,2 lat w średniej odległości 3 j.a. Została odkryta 15 sierpnia 1985 roku przez Edwarda Bowella.